# Akustyka kwantowa
Akustyka kwantowa – w fizyce, badanie dźwięku w warunkach, w których istotne są efekty mechaniki kwantowej. Dla większości zastosowań mechanika klasyczna jest wystarczająca do dokładnego opisu fizyki dźwięku. Jednak dźwięki o bardzo wysokiej częstotliwości lub dźwięki wytwarzane w bardzo niskich temperaturach mogą podlegać efektom kwantowym.
Akustyka kwantowa może również odnosić się do prób podejmowanych w środowisku naukowym w celu splątania nadprzewodnikowych kubitów z falami akustycznymi. Jedna ze szczególnie udanych metod polega na splątaniu nadprzewodnikowego kubitu z rezonatorem SAW (ang. Surface Acoustic Wave) i umieszczeniu tych elementów na różnych powierzchniach w celu uzyskania wyższego stosunku sygnału do szumu, jak również kontrolowania siły splątanych elementów. Pozwala to na kwantowe eksperymenty weryfikujące, czy fonony wewnątrz rezonatora SAW znajdują się w kwantowych stanach Foka za pomocą tomografii kwantowej. Podobne próby zostały podjęte przy użyciu masowych rezonatorów akustycznych. Jedną z konsekwencji tych osiągnięć jest możliwość badania właściwości atomów o znacznie większych rozmiarach niż spotykane konwencjonalnie poprzez modelowanie ich za pomocą nadprzewodzącego kubitu splątanego z rezonatorem SAW.